# Aotearoa magna
Aotearoa magna är en spindelart som först beskrevs av Forster 1949.  Aotearoa magna ingår i släktet Aotearoa och familjen Mecysmaucheniidae. Inga underarter finns listade i Catalogue of Life.